# Temburongia simplex
Temburongia simplex är en gräsart som beskrevs av Soejatmi Dransfield och Khoon Meng Wong. Temburongia simplex ingår i släktet Temburongia och familjen gräs. Inga underarter finns listade i Catalogue of Life.